# District de Qingcheng
Pour les articles homonymes, voir Qingcheng.
Le district de Qingcheng (清城区 ; pinyin : Qīngchéng Qū) est une subdivision administrative de la province du Guangdong en Chine. Il est placé sous la juridiction de la ville-préfecture de Qingyuan.